# Masakuni Yamamoto
Masakuni Yamamoto (Numazu, 4. travnja 1958.) japanski je nogometaš.

## Klupska karijera
Igrao je za Yamaha Motors.

## Reprezentativna karijera
Za japansku reprezentaciju igrao je od 1980. do 1981. godine. Odigrao je 4 utakmice.

## Statistika
| Japan  | Japan | Japan |
| Godina | Nast. | Gol.  |
| ------ | ----- | ----- |
| 1980.  | 2     | 0     |
| 1981.  | 2     | 0     |
| Ukupno | 4     | 0     |

## Vanjske poveznice
- National Football Teams
- Japan National Football Team Database